# 萝卜家园
“萝卜家园”版Windows是中国使用率非常高的盗版Windows XP破解修改版，它已有多年的发展历史。
萝卜家园对XP系统进行美化并推出多种主题包，在“萝卜家园”系列中微软的反盗版验证被取消，同时集成各种装机必备的常用软件，无人值守全自动一键安装。萝卜家园作者在盗版系统中内置流氓软件、篡改IE浏览器主页和收藏夹。该版本现已被查封。